# Digur-Helga Þorsteinsson
Digur-Helga Þorsteinsson (Helgi, 1166 – 1235) fue un caudillo medieval de Kirkjubæ, Síða, Norður-Múlasýsla, Islandia. Entre sus hijos varones resaltan Arnór Helgason, abad del monasterio de Viðey, Ögmundur Helgason y Finnbjörn Helgason, especialmente los dos últimos estuvieron involucrados en acontecimientos relacionados con la guerra civil islandesa, un periodo conocido como Sturlungaöld. Digur-Helga y posteriormente su hijo Ögmundur fueron administradores del convento de monjas benedictinas de Kirkjubæjarklaustur.

## Vikingo
En Landnámabók aparece citado otro Helgi Þorsteinsson (n. 960) de Auðunarstaðir, Viðidalstúnga, Vestur-Húnavatnssýsla, un personaje de la saga de Laxdœla.